# Жан II де Дрё
Жан II Добрый (фр. Jean II de Dreux, dit le Bon; 1265 — 1309) — граф Дрё с 1282 года. Сын Роберта IV де Дрё и Беатрис де Монфор.

## Биография
В составе армии короля Филиппа IV Красивого участвовал в войнах во Фландрии:
- во взятии Фюрна, Касселя, Берга и Лилля (1297)
- в битве при Куртре (1302)
- в битве при Монзан-Пюэль и осаде Лилля (1304).

Был одним из участников мирных переговоров между фламандцами и королём.
В 1292 году женился на Жанне (ум. 1308), — дочери Эмбера де Божё, унаследовавшей в 1303 сеньорию Монпансье. Дети:
- Робер V (1293—1329), граф Дрё
- Жан III (1295—1331), граф Дрё
- Пьер (1298—1345), граф Дрё
- Симон, священник
- Беатриса.

Овдовев, Жан в 1308 году женился на Петронилле, дочери Генриха III де Сюлли. В этом браке родилась:
- Жанна II (1309—1355), графиня Дрё, муж (1330) — виконт Луи де Туар.

Похоронен в монастыре Лоншан.